# SIG SG 540
SIG SG 540 — швейцарський автомат, створений в 1970-ті роки.

## Історія
Роботи зі створення автомата під новий малоімпульсний патрон 5,56×45 мм почалися в компанії SIG у 1960-ті1960-х роках. Результатом став SIG SG 530 — зброя з роликовим замиканням ствола, однак воно виявилося дуже складним і дорогим у виробництві, тому новий варіант був розроблений вже з автоматикою, подібної АК. Новий варіант отримав позначення SG 540. Його виробництво компанією SIG почалося в 1977 році і тривало до середини 1980-х років, також автомат виготовлявся у Франції та Чилі. SG 540 не перебував на озброєнні швейцарських НД

## Опис
Автоматика SIG SG 540 заснована на відводі порохових газів з каналу ствола, замикання здійснюється поворотом затвора на два бойових упори. Поворотна пружина знаходиться над стволом навколо штока газового поршня. При стрільбі вона стискається між спеціальним коміром на штоку і передньою стінкою ствольної коробки.
Газова камера постачена регулятором з трьома положеннями для стрільби в нормальних або важких умовах, а також метання гвинтівкових гранат. УСМ — куркового типу, двосторонній запобіжник-перекладач дозволяє вести стрілянину одиночними пострілами, а також фіксованими і безперервними чергами. Для стрілянини в рукавицях або товстих рукавичках спускова скоба може відкидатися.
Укручений в ствольну коробку ствол оснащений комбінованим компенсатором-полум'ягасником, пристосованим для метання гвинтівкових гранат. Верхня і нижня половини штампованої ствольної коробки кріпляться парою поперечних штіфтів. До пластиковому цевью може кріпитися легка сошка, також на автомат може встановлюватися багнет-ніж. Приклад — фіксований пластиковий, або складаний металевий.
Автомати чилійського виробництва комплектуються магазинами з прозорого пластику (аналогічно SIG SG 550), замість стандартних металевих.

## Варіанти
- SG 540 — базовий варіант;
- SG 542 — варіант під патрон 7,62 × 51 мм НАТО з прямокутним магазином на 20 патронів;
- SG 543 — варіант з укороченим до 300 мм стволом і зміненим полум'ягасником, що не дозволяє використовувати гвинтівкові гранати.
- Самозарядні варіанти для цивільного ринку під патрони .223 Remington, .222 Remington або 7,62 × 39 мм.